# Mario Party
Mario Party (jap.: マリオパーティ, Hepburn: Mario Pāti) ist eine Videospiel-Reihe mit den Charakteren der Super-Mario-Reihe, die von Hudson Soft (später Nd Cube) entwickelt und von Nintendo vertrieben wird. Es handelt sich um ein virtuelles Brettspiel, das als Einzelspieler im Story-Modus oder im Party-Modus mit maximal acht Spielern gespielt werden kann. Bei Mario Party e handelt es sich um ein Kartenspiel, das mit dem Nintendo e-Reader genutzt werden kann. Die einzelnen Teile der Reihe erschienen auf dem Nintendo 64, dem GameCube, dem Game Boy Advance, dem Nintendo DS, der Wii, dem Nintendo 3DS, der Wii U sowie auf der Nintendo Switch.

## Spielprinzip

### Party-Modus
Die Spieler würfeln reihum mit einem sechsseitigen Würfel, der jedoch Zahlen von 1 bis 10 anzeigt, und bewegen ihre Spielfigur entsprechend auf dem Spielfeld. Am Ende einer Runde werden die Spieler anhand der Farbe des Feldes, auf dem sie sich befinden, in Teams eingeteilt. Diese treten dann in einem zufällig ausgewählten Minispiel gegeneinander an.
Die verschiedenen Mario-Party-Spiele enthalten rund 60–80 unterschiedliche Mini-Spiele, die meist Geschicklichkeit voraussetzen, deren Ausgang zum Teil aber auch allein vom Glück abhängt. Innerhalb der Minispiele gilt es Münzen zu gewinnen. Im weiteren Spielverlauf können diese Münzen dann in Sterne eingetauscht werden.
Gewinner einer Sitzung ist, wer am Ende der festgelegten Rundenspielzeit die meisten Sterne und Münzen ergattern konnte, wobei die Sterne bei der Zählung Vorrang haben.
In Mario Party 1–6 können sich maximal vier Spieler am Spiel beteiligen. In Mario Party 7 ist diese Zahl auf bis zu acht Spieler erhöht worden. Dabei werden die vier Controller auf je zwei Spieler verteilt, die sich somit einen Controller teilen. Fehlende Spieler werden durch Computerspieler ergänzt. In Mario Party 8 wird wieder auf maximal vier Spieler gekürzt.
In Mario Party 6 und 7 lassen sich einige Minispiele mit einem dem Spiel zugehörigen Mikrofon steuern. Damit werden Anweisungen an die eigene Figur gegeben, die vom Spiel umgesetzt werden. Mario Party 8 setzt auf die speziellen bewegungssensitiven Controller der Wii. Der Mikrofonmodus entfällt hierbei, auch können nur wieder bis zu vier Spieler gegeneinander antreten. Das Nunchuk (Zusatzcontroller mit 3D-Joystick) wird nur bei einem Minispiel im Extraspiel-Palais angewendet.
Bei Mario Party Advance konnte man nur ein echtes Spielbrett besuchen. Es war eher ein Einzelspieler-Spiel. Mario Party DS konnte man erstmals auch mit dem Touchscreen spielen. Zudem war es möglich, mit drei weiteren Spielern zu spielen, wobei nur ein Spieler das Spielmodul besitzen muss. Dieses Prinzip wurde bei Mario Party: Island Tour fortgesetzt.
Bei Mario Party 9 und 10 gibt es ein verändertes Spielsystem, bei dem die Münzen abgeschafft wurden. Stattdessen wird nur noch mit Sternen gespielt, die die Funktion der Münzen aus den vorigen Ablegern übernehmen. Gewinner ist, wer am Ende die meisten Sterne besitzt. Zudem sind in den beiden Spielen alle Spieler in einem gemeinsamen Gefährt unterwegs, das abwechselnd von jedem Spieler gesteuert und so auf dem Spielbrett vorangebracht wird.
Alle Teile der Serie leben davon, dass menschliche Spieler teilnehmen und somit möglichst wenige Figuren durch die Konsole gesteuert werden. Mario Party ist damit eindeutig ein Party-Spiel und weniger für Einzelspieler geeignet.

### Minispiel-Modus
Zusätzlich zum Party-Modus hat jedes Mario-Party-Spiel einen Minispiel-Modus, in dem die Minispiele ohne das Brettspiel gespielt werden können. Die Minispiele variieren von Spiel zu Spiel.

## Spiele

### Mario Party
Das am 18. Dezember 1998 veröffentlichte Mario Party bildet den ersten Teil der erfolgreichen Mario-Party-Serie. Das Spiel wurde von Hudson Soft hergestellt und von Nintendo veröffentlicht.
Der Spieler kann zwischen den Charakteren Mario, Luigi, Peach, Yoshi, Wario und Donkey Kong wählen. Jeder Spieler repräsentiert eine bestimmte Farbe. Mario die Farbe Rot, Luigi die Farbe Grün, Peach die Farbe Pink, Yoshi die Farbe Hellgrün, Wario die Farbe Gelb und Donkey Kong repräsentiert die Farbe Braun. Im Spiel muss jeder Spieler würfeln und die gewürfelte Augenzahl dann auf dem Feld voranschreiten. Dieses Spielfeld besteht aus verschiedenen Einzelfeldern. Ein wichtiges Einzelfeld ist beispielsweise das blaue Feld, steht der Spieler auf diesem, so erhält er drei Münzen, steht er auf einem roten Feld verliert er drei Münzen. Das Ereignisfeld hat verschiedene Effekte, die dem Spieler helfen, aber auch schaden können. Ein weiteres wichtiges Feld ist das Bowser-Feld, hier spielt der Spieler ein Roulette mit Bowser. Hat jeder Spieler einmal gewürfelt, startet ein Minispiel, für dessen Gewinn der Spieler Münzen erhält. Das Hauptziel besteht aber darin, Sterne zu sammeln. Am Schluss gewinnt der Spieler, der die meisten Sterne vorweisen kann, haben zwei Spieler die gleiche Anzahl an Sternen, zählen die gesammelten Münzen.
Neben diesem Hauptspielmodus kann der Spieler nebenbei auch die kleine Pilzstadt erkunden. Dort kann man sich sämtliche Musikstücke des Spiels sowie die Soundeffekte der einzelnen Charaktere anhören oder alle freigeschalteten Minispiele spielen. Die Sterne, Münzen und Items des Spielers werden in der Pilzbank gelagert. Items, welche später Vorteil im Spiel bringen können, können im Pilzladen erworben werden.

### Mario Party 2
Mario Party 2 wurde am 17. Dezember 1999 von Nintendo als Nachfolger von Mario Party für den Nintendo 64 veröffentlicht. Hergestellt wurde es erneut von Hudson Soft. Das Gameplay von Mario Party 2 ähnelt größtenteils dem von Mario Party. Gespielt wird wieder auf einem Spielbrett, auf dem verschiedene Felder vorzufinden sind, die dem Spieler Münzen hinzufügen bzw. abziehen oder eine bestimmte Aktion hervorrufen. Am Ende jeder Runde treten die vier Kontrahenten in einem Minispiel an, um neue Münzen zu gewinnen. Auch in Mario Party 2 müssen wieder Sterne gesammelt werden.
Mario Party 2 enthält aber auch einige Neuerungen. Den Spielfeldern werden bestimmte Themen zugeteilt, ein Piraten-Land, ein Western-Land, ein Space-Land, ein Mystery-Land, ein Horror-Land und ein Bowser-Land sind spielbar. Die Outfits der Spieler unterscheiden sich optisch in jedem der Länder. Auch die Fähigkeit, Items mit sich zu tragen, ist neu. Im ersten Teil bewirkten die Items lediglich Gameplay-Effekte, im zweiten Teil der Serie, können nun Gegenstände in einem Inventar aufbewahrt werden und nach Bedarf eingesetzt werden.
Seit 24. Dezember 2010 kann Mario Party 2 auch über die Virtual Console der Nintendo Wii erworben werden.

### Mario Party 3
Das am 7. Dezember 2000 erschienene Mario Party 3 ist das letzte Spiel der Mario-Party-Reihe für den Nintendo 64. Das Gameplay unterscheidet sich größtenteils nicht von den Vorgängern, allerdings wurden einige Neuerungen eingeführt, wie die sogenannten Duell-Bretter. Hier wird ein 1-gegen-1-Spiel gespielt, das sich von den herkömmlichen Gruppenbrettern etwas unterscheidet. Die elementare Aufgabe ist hier nämlich, dem gegnerischen Spieler fünf Herzpunkte durch Angriffe zu nehmen, um zu gewinnen. Die jeweiligen Spieler können sich vor Angriffen schützen oder selbst Angriffe ausführen.
Die 70 Minispiele von Mario Party 3 wurden komplett neu gestaltet und können wieder in 1-gegen-3-, 2-gegen-2- oder Jeder-gegen-Jeden-Modi gespielt werden.

### Mario Party 4
Mario Party 4 erschien am 21. Oktober 2002 für den Nintendo GameCube. Das Gameplay ist ähnlich dem der Vorgänger. Neben dem Story-Modus können in Mario Party 4 auch zusätzliche Minispiele gespielt werden. Diese Einzelspieler-Spiele weisen einen verschärften Schwierigkeitsgrad auf wurde und dass man hier nicht gegen Gegner spielt, sondern nach dem Highscoreprinzip spielt. Neben diesen Extra-Minispielen bietet Mario Party 4 noch einige Neuerungen, wie, dass man Geschenke, die man im Story-Modus erhält, in einem kleinen Haus des Charakters sammeln und als Möbel aufstellen kann.

### Mario Party 5
Mario Party 5 wurde am 10. November 2003 für den Nintendo GameCube veröffentlicht. Die Items werden durch Kapseln ersetzt, die entweder selbst verwendet, oder auf andere Spielfelder geworfen werden können. In Mario Party 5 wurde der Super-Duell-Modus eingeführt, in dem der Spieler Fahrzeuge montiert und dann steuert. Diverse Teile können separat gekauft und dann montiert werden. Mit diesen Fahrzeugen kann man dann gegen eine KI oder andere Spieler in verschiedenen Turnieren, wie beispielsweise Capture the Flag, antreten.

### Mario Party 6
Das sechste Spiel der Mario-Party-Reihe wurde am 18. November 2004 veröffentlicht. Neu in Mario Party 6 ist die Funktion, mit dem GameCube-Mikrofon Anweisungen an die jeweiligen Charaktere zu geben sowie ein Tag-und-Nacht-Wechsel auf den Spielbrettern.

### Mario Party 7
Mario Party 7 erschien am 7. November 2005. Wie im Vorgänger können Anweisungen durch das GameCube-Mikrofon gegeben werden, das im Lieferumfang des Spiels inbegriffen war. 86 Minispiele können von bis zu acht Spielern gespielt werden, zehn davon mit dem GameCube-Mikrofon.

### Mario Party 8
Mario Party 8 wurde am 29. Mai 2007 als erstes Spiel der Mario-Party-Reihe für die Wii veröffentlicht. Die Minispiele werden mit der Wiimote gespielt, wodurch erstmals Bewegungssteuerung implementiert wurde. Außerdem können Miis als Charaktere eingesetzt werden.

### Mario Party 9
Mario Party 9 wurde am 7. Juni 2011 auf der E3 angekündigt. Es erschien am 2. März 2012 für die Wii. Entwickelt wurde es von Nd Cube. Im Unterschied zum Vorgänger können sich die Spieler nicht mehr einzeln über das Spielbrett bewegen, sondern alle Spielfiguren mit demselben Fahrzeug. Dieses wird abwechselnd von den Spielern gesteuert. Zu Beginn des Party-Modus lässt sich nicht mehr auswählen, über wie viele Runden die Partie andauern soll. Stattdessen endet das Spiel, sobald das Ziel der weitgehend linear gestalteten Strecke erreicht und das Bossgegner-Minispiel, ein weiteres Novum des neunten Serieneintrags, abgeschlossen ist. Des Weiteren wurde das Währungssystem der früheren Teile abgeschafft: in Mario Party 9 beschränken sich die Spieler darauf, Ministerne, die sie sich durch Minispiele und besondere Spielfeldereignisse verdienen können, einzusammeln. Es gewinnt der Spieler, der am Ende der Partie im Besitz der meisten Ministerne ist.

### Mario Party 10
Mario Party 10 wurde am 10. Juni 2014 auf der E3 angekündigt und ist am 20. März 2015 für die Wii U erschienen. Bis zu fünf Spieler können an einer Konsole spielen, wobei der Gamepad-Spieler die Rolle von Bowser übernimmt. Speziell für dieses Spiel erschien eine Amiibo-Reihe. Mit diesen kann man auf einem eigens dazu gestalteten Spielbrett spielen. Jedes Amiibo ersetzt einen Teil des Spielbretts, mit einem, spezifisch zum Charakter passenden neuen. Darüber hinaus würfelt man mit den Amiibo, indem man diesen auf das Lesegerät stellt. Die Amiibo-Reihe besteht aus Mario, Luigi, Yoshi, Peach, Bowser und Toad.

### Super Mario Party

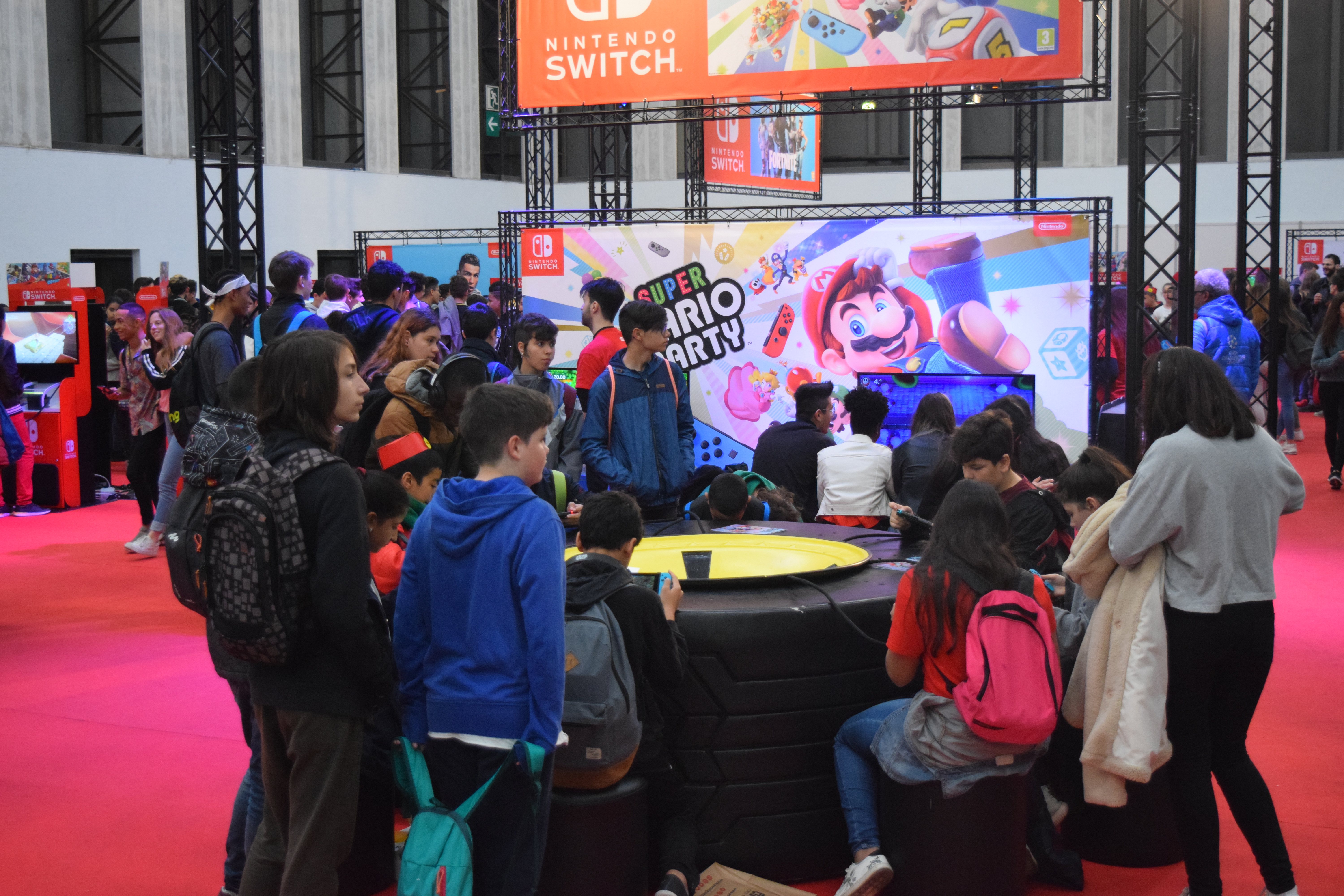
Spielstand für Super Mario Party (2019)

Super Mario Party wurde am 12. Juni 2018 auf der E3 angekündigt und erschien am 5. Oktober 2018 für die Nintendo Switch. Entwickelt wird das Spiel von NDcube. Das Spiel orientierte sich wieder am klassischen Spielsystem. Spieler sammeln wieder Münzen und Sterne und laufen einzeln über das Spielbrett. Neu hinzugekommen sind "Partner". Diese können auf Spielfeldern erhalten werden und helfen dem Spieler beim Würfeln. Ebenso erhält man figurenspezifische Würfel und die Partner helfen den Spielern in einigen Minispielen. Mit weltweit mehr als 21,16 Millionen verkauften Einheiten bis März 2025 ist es das mit Abstand meistverkaufte Mario-Party-Spiel und eines der zehn meistverkauften Spiele für die Plattform.
Folgende Spielmodi sind, neben dem Party Modus, verfügbar:
- Partner Party: In diesem Modus spielt man in Zweierteams. Die Augenzahlen beider Spieler werden addiert und man kann sich frei über das Spielbrett bewegen. Dieses Spielsystem stammt ursprünglich aus Mario Party: Star Rush und Mario Party: The Top 100.
- Raft Abenteuer: In diesem Modus sitzen alle Spieler in einem Boot und müssen paddeln, um ins Ziel zu kommen. Auf dem Weg gibt es Ballons, die kooperative Minispiele starten. Je nachdem welchen Rang sie erhalten, bekommen sie mehr Zeit um ins Ziel zu kommen.
- Beat Bühne: In diesem Modus kommt es auf das Taktgefühl der einzelnen Spieler an. Durch das richtige Taktgefühl, bekommt man die meisten Punkte und derjenige mit den meisten Punkten gewinnt.
- Minispiele: In diesem Modus kann man alle Minispiele von Super Mario Party beliebig oft spielen. Neben der Möglichkeit, jedes freigeschaltete Minispiel zu jeder Zeit zu spielen, gibt es zwei Nebenmodi, die sich auf das Spielen von Minispielen konzentrieren.
- Toads Freizeitraum: In diesem Modus wird die Nintendo Switch auf verschiedene Art und Weise genutzt. Je nachdem, ob man auf dem Fernseher spielt oder die Konsole mit anderen verbindet, stehen neue Möglichkeiten zur Verfügung einige Minispiele zu spielen.
- Pfad der Prüfungen: In diesem Modus spielt man alle Minispiele von Super Mario Party unter verschiedenen Anforderungen um weiterzukommen. Es gibt 6 Welten.
- Online Mariothon: In diesem Modus spielt man Online allein oder mit einem lokalen Spieler gegen Spieler aus aller Welt. Es gibt drei verschiedene "Cups" mit insgesamt 10 Minispielen in denen man antreten kann.[8]

### Mario Party Superstars
Mario Party Superstars erschien am 29. Oktober 2021 exklusiv für die Nintendo Switch. Es ist der zwölfte Teil der Mario-Party-Reihe und ist eine Neuauflage von Retro-Spielbrettern und -Minispielen von Mario Party 1 bis Mario Party 10. Es wurden 5 Spielbretter von Mario Party 1 bis Mario Party 3 aufgefrischt und 100 Minispiele von Mario Party 1 bis Mario Party 10 in die Moderne gebracht. Der Hauptmodus ist der Party-Modus, welcher sich an das klassische Spielsystem orientiert. 
Folgende Spielinhalte sind, neben dem Party Modus, verfügbar:
- Minispiele-Berg: In diesem Modus kann man alle Minispiele von Mario Party Superstars beliebig oft spielen. Neben der Möglichkeit, jedes Minispiel zu jeder Zeit zu spielen, gibt es mehrere Nebenmodi, die sich auf das Spielen von Minispielen konzentrieren.
- Datenhaus: In diesem Haus kann man die Daten vergangener Partien anschauen sowie Errungenschaften ansehen.
- Toads Laden: In diesem Haus kann man Sticker, Party-Karten oder Musik im Umtausch von Münzen kaufen, die man am Ende einer Partie verdient.
- Freundehaus: In diesem Haus kann man sich mit dem Internet verbinden und mit Freunden spielen.
- Optionshaus: In diesem Haus kann man einige Spieleinstellungen vornehmen.[10]

Mario Party Superstars ist nostalgisch angelehnt und hat das Hauptmenü an den ersten Teil der Mario-Party-Reihe angepasst. Der Mario Party-Modus und einige Spielmodi aus dem Minispiele-Berg sind online gegen Spieler aus aller Welt spielbar.

### Super Mario Party Jamboree
Super Mario Party Jamboree erschien weltweit am 17. Oktober 2024 für die Nintendo Switch. Es ist der dreizehnte Teil der Mario-Party-Reihe, nach Super Mario Party (2018) und Mario Party Superstars (2021). Super Mario Party Jamboree wurde während der Nintendo-Direct-Präsentation am 18. Juni 2024 angekündigt. Hauptmerkmale sind die 110 Minispiele, sieben Spielbretter, darunter zwei Retro-Spielbretter aus vergangenen Teilen, und 22 spielbare Charaktere.
Folgende Spielmodi sind, neben dem Party Modus, verfügbar:
- Minispiel-Hafen: In diesem Modus kann man alle Minispiele von Super Mario Party Jamboree beliebig oft spielen. Neben der Möglichkeit, jedes freigeschaltete Minispiel zu jeder Zeit zu spielen, gibt es mehrere Nebenmodi, die sich auf das Spielen von Minispielen konzentrieren.
- Parakoopa-Flugschule: In diesem Modus müssen Spieler mit den Armen ihre Figur steuern, indem sie diese wie Flügel schlagen.
- Toad-Fabrik: In diesem Modus versuchen bis zu vier Spieler, mithilfe von Bewegungssteuerung Bälle in Ziele zu befördern.
- Rhythmus-Küche: In diesem Modus spielen die Spieler Rhythmus-Minispiele und versuchen, durch gutes Taktgefühl Meisterköche zu werden. Dieser Modus stammt ursprünglich aus Super Mario Party.
- Bowserathlon: In diesem Modus spielen 20 Spieler gegeneinander. Das Ziel ist es, in kurzen Minispielen die meisten Münzen zu sammeln und 3 bis 7 Runden abzuschließen. Für jede Münze bewegt man sich ein Feld auf der Spielkarte. Dieser Modus stammt ursprünglich aus Mario Party: Star Rush.
- Bowser-Bomberteam: In diesem Modus spielen 8 Spieler im Team. Sie versuchen durch Bomben, Trug-Bowser zu besiegen. Diese Bomben müssen aus Kisten zur Kanone transportiert werden. Nach einer bestimmten Zeit spielen diese Spieler ein kooperatives Minispiel, um Items zu verdienen, je nachdem, welchen Rang sie erhalten haben.[11]

Es gibt neben den Hauptmodi auch eine Partyhelfer-Reise in welcher man die Spielbretter im Party Modus besucht. Auf dieser Reise werden diese Spielbretter vorbereitet und der Spieler muss den Charakteren helfen, indem er Minispiele spielt oder andere Aufgaben abschließt. Ebenso kann man den Mario Party-Modus, Bowserathlon, Bowser-Bomberteam und die Modi im Minispiel-Hafen online gegen Spieler aus aller Welt spielen.

### Handheld-Spiele
- Mario Party e kann mithilfe des Nintendo e-Readers auf dem Game Boy Advance abgespielt werden. In Deutschland wurde Mario Party e nicht veröffentlicht.
- Mario Party Advance wurde am 13. Januar 2005 für den Game Boy Advance veröffentlicht. Das Gameplay ähnelt den Konsolen-Vorgängern.
- Mario Party DS ist seit dem 8. November 2007 für den Nintendo DS erhältlich. Es wird hauptsächlich mit dem Touchpen gesteuert.
- Mario Party: Island Tour erschien am 17. Januar 2014 für den Nintendo 3DS.[12]
- Mario Party: Star Rush erschien am 7. Oktober 2016 für den Nintendo 3DS.[13]
- Mario Party: The Top 100 erschien am 22. Dezember 2017 für den Nintendo 3DS.

## Liste der Charaktere
Die folgenden beiden Listen enthalten eine Übersicht, welche Charaktere bei welchem Mario-Party-Spiel spielbar sind und welche nicht.

### Hauptserie
| Charakter      | 1    | 2    | 3    | 4    | 5      | 6    | 7    | 8    | 9      | 10     | SMP  | MPS  | SMPJ | Insgesamt |
| -------------- | ---- | ---- | ---- | ---- | ------ | ---- | ---- | ---- | ------ | ------ | ---- | ---- | ---- | --------- |
| Birdo          | nein | nein | nein | nein | nein   | nein | Ja 4 | ja   | ja     | nein   | nein | ja   | ja   | 5         |
| Blooper        | nein | nein | nein | nein | nein   | nein | nein | Ja 4 | nein   | nein   | nein | nein | nein | 1         |
| Bowser         | nein | nein | nein | ja 2 | nein   | nein | nein | nein | nein   | ja 6   | ja   | nein | ja   | 4         |
| Bowser Jr.     | nein | nein | nein | nein | nein   | nein | nein | nein | nein   | nein   | ja   | nein | ja   | 2         |
| Buu Huu        | nein | nein | nein | ja 2 | ja 1   | ja   | ja   | ja   | nein   | nein   | ja   | nein | ja   | 7         |
| Daisy          | nein | nein | ja 1 | ja   | ja     | ja   | ja   | ja   | ja     | ja 7   | ja   | ja   | ja   | 11        |
| Diddy Kong     | nein | nein | nein | nein | nein   | nein | nein | nein | nein   | nein   | Ja 4 | nein | nein | 1         |
| Donkey Kong    | ja   | ja   | ja   | ja   | Ja 3 4 | nein | nein | nein | nein   | ja     | Ja 4 | ja   | ja   | 9         |
| Gumba          | nein | nein | nein | nein | nein   | nein | nein | nein | nein   | nein   | ja   | nein | ja   | 2         |
| Hammer-Bruder  | nein | nein | nein | nein | nein   | nein | nein | Ja 4 | nein   | nein   | ja   | nein | nein | 2         |
| Kamek          | nein | nein | nein | nein | nein   | nein | nein | nein | Ja 1 4 | nein   | nein | nein | nein | 1         |
| Knochentrocken | nein | nein | nein | nein | nein   | nein | Ja 4 | ja   | nein   | nein   | Ja 4 | nein | nein | 3         |
| Koopa          | nein | nein | nein | ja 2 | nein   | nein | nein | nein | ja     | nein   | ja   | nein | ja   | 4         |
| Luigi          | ja   | ja   | ja   | ja   | ja     | ja   | ja   | ja   | ja     | ja     | ja   | ja   | ja   | 13        |
| Mario          | ja   | ja   | ja   | ja   | ja     | ja   | ja   | ja   | ja     | ja     | ja   | ja   | ja   | 13        |
| Mii            | nein | nein | nein | nein | nein   | nein | nein | ja 5 | nein   | nein   | nein | nein | nein | 1         |
| Mini Bowser    | nein | nein | nein | ja 2 | ja 1   | ja   | nein | nein | nein   | nein   | nein | nein | nein | 3         |
| Monty Maulwurf | nein | nein | nein | nein | nein   | nein | nein | nein | nein   | nein   | ja   | nein | ja   | 2         |
| Ninji          | nein | nein | nein | nein | nein   | nein | nein | nein | nein   | nein   | nein | nein | Ja 4 | 1         |
| Pauline        | nein | nein | nein | nein | nein   | nein | nein | nein | nein   | nein   | nein | nein | Ja 4 | 1         |
| Peach          | ja   | ja   | ja   | ja   | ja     | ja   | ja   | ja   | ja     | ja     | ja   | ja   | ja   | 13        |
| Pom Pom        | nein | nein | nein | nein | nein   | nein | nein | nein | nein   | nein   | Ja 4 | nein | nein | 1         |
| Rosalina       | nein | nein | nein | nein | nein   | nein | nein | nein | nein   | ja     | ja   | ja   | ja   | 4         |
| Shy Guy        | nein | nein | nein | ja 2 | nein   | nein | nein | nein | Ja 1 4 | nein   | ja   | nein | ja   | 4         |
| Spike          | nein | nein | nein | nein | nein   | nein | nein | nein | nein   | Ja 4 7 | nein | nein | ja   | 2         |
| Toad           | nein | nein | nein | ja 2 | ja 1   | ja   | ja   | ja   | ja     | ja     | nein | nein | ja   | 8         |
| Toadette       | nein | nein | nein | nein | nein   | Ja 4 | ja   | ja   | nein   | Ja 4 7 | nein | nein | ja   | 5         |
| Waluigi        | nein | nein | ja 1 | ja   | ja     | ja   | ja   | ja   | ja     | ja 7   | ja   | ja   | ja   | 11        |
| Wario          | ja   | ja   | ja   | ja   | ja     | ja   | ja   | ja   | ja     | ja     | ja   | ja   | ja   | 13        |
| Yoshi          | ja   | ja   | ja   | ja   | ja     | ja   | ja   | ja   | ja     | ja     | ja   | ja   | ja   | 13        |
|                | 6    | 6    | 8    | 14   | 11     | 11   | 12   | 15   | 12     | 13     | 20   | 10   | 22   |           |

### Handheld-Spiele
| Charakter   | A    | DS   | IT   | SR       | TT:100 | Insgesamt |
| ----------- | ---- | ---- | ---- | -------- | ------ | --------- |
| Blauer Toad | nein | nein | nein | ja 3     | nein   | 1         |
| Bowser      | nein | nein | nein | Ja 5     | nein   | 1         |
| Bowser Jr.  | nein | nein | Ja 1 | Ja 5     | nein   | 2         |
| Buu Huu     | nein | nein | ja   | Ja 5     | nein   | 2         |
| Daisy       | nein | ja   | ja   | ja 2     | ja     | 4         |
| Diddy Kong  | nein | nein | nein | Ja 1 2   | nein   | 1         |
| Donkey Kong | nein | nein | nein | Ja 1 2   | nein   | 1         |
| Gelber Toad | nein | nein | nein | ja 3     | nein   | 1         |
| Grüner Toad | nein | nein | nein | ja 3     | nein   | 1         |
| Luigi       | ja   | ja   | ja   | ja 2     | ja     | 5         |
| Mario       | ja   | ja   | ja   | ja 2     | ja     | 5         |
| Peach       | ja   | ja   | ja   | ja 2     | ja     | 5         |
| Rosalina    | nein | nein | nein | Ja 1 2   | ja     | 2         |
| Roter Toad  | nein | nein | nein | ja 3     | nein   | 1         |
| Toad        | nein | ja   | ja   | ja       | nein   | 3         |
| Toadette    | nein | nein | nein | Ja 1 2 4 | nein   | 1         |
| Waluigi     | nein | ja   | ja   | ja 2     | ja     | 4         |
| Wario       | nein | ja   | ja   | ja 2     | ja     | 4         |
| Yoshi       | ja   | ja   | ja   | ja 2     | ja     | 5         |
|             | 4    | 8    | 10   | 19       | 8      |           |

## Rezeption

### Verkaufszahlen
| Titel                    | USA  | Japan | Europa | Rest | Gesamt |
| ------------------------ | ---- | ----- | ------ | ---- | ------ |
| Mario Party              | 1,25 | 0,87  | 0,53   | 0,05 | 2,70   |
| Mario Party 2            | 1,28 | 1,08  | 0,14   | 0,01 | 2,50   |
| Mario Party 3            | 0,72 | 1,01  | 0,16   | 0,02 | 1,91   |
| Mario Party 4            | 1,13 | 0,92  | 0,36   | 0,07 | 2,47   |
| Mario Party 5            | 0,97 | 0,73  | 0,33   | 0,06 | 2,08   |
| Mario Party 6            | 0,90 | 0,60  | 0,11   | 0,05 | 1,65   |
| Mario Party 7            | 0,95 | 0,46  | 0,11   | 0,04 | 1,57   |
| Mario Party 8            | 3,79 | 1,58  | 2,26   | 0,72 | 8,35   |
| Mario Party 9            | 1,13 | 0,76  | 1,10   | 0,23 | 3,22   |
| Mario Party 10           | 0,64 | 0,20  | 0,41   | 0,10 | 1,36   |
| Mario Party Advance      | 0,50 | 0,28  | 0,19   | 0,02 | 0,98   |
| Mario Party DS           | 4,44 | 1,98  | 1,86   | 0,69 | 8,98   |
| Mario Party: Island Tour | 0,57 | 0,53  | 0,47   | 0,10 | 1,67   |

### Kritiken
Die Serie erhielt überwiegend gute Kritiken.

„Mit Freunden hui, alleine pfui! Was mit Freunden ein unterhaltsames Spiel ist, gerät alleine zum langweiligen Würfelspiel. Mehr Abwechslung wäre gut gewesen.“

„Teil acht der Serie ist die erste Party für die Wii-Konsole und vermittelt reichlich Grund zum Feiern. Die neuen Spielbretter sind nicht nur optisch, sondern auch von der Struktur her grundlegend und erfrischend anders. Nicht alle Minispiele nutzen die Fähigkeiten der bewegungsempfindlichen Wii-Fernbedienung zwanghaft. Doch wenn deren Talente zum Einsatz kommen, dann sehr originell umgesetzt und perfekt spielbar. Dank des ständigen Wechsels der kleinen Spielchen kommt nicht nur Abwechslung in die Sache, es bleibt auch spannend. Eine rundum „gute“ Party für die ganze Familie oder im Freundeskreis ist damit garantiert.“

„Mario Party 8 ist ein Spiel für jung und alt. Es macht einfach süchtig. Die Parcours sind abwechslungsreich. […] [Für] eines ist auf jeden Fall gesorgt: ‚Gute Laune und lustige Abende mit Mario Party 8‘.“

### Wertungen
|                          | GameZone | spieletipps.de | 4Players | Metacritic | Gameswelt |
| ------------------------ | -------- | -------------- | -------- | ---------- | --------- |
| Mario Party              | 8.5      | 84             | k. A.    | 79         | k. A.     |
| Mario Party 2            | 8.1      | 58             | k. A.    | k. A.      | k. A.     |
| Mario Party 3            | 7.8      | 86             | k. A.    | 74         | k. A.     |
| Mario Party 4            | 7.5      | 79             | 87 %     | 70         | 73 %      |
| Mario Party 5            | 7.5      | 82             | 84 %     | 69         | 81 %      |
| Mario Party 6            | 8.6      | 78             | k. A.    | 71         | 78 %      |
| Mario Party 7            | 7.5      | 75             | 65 %     | 64         | 77 %      |
| Mario Party 8            | 7.2      | 74             | 75 %     | 62         | 75 %      |
| Mario Party 9            | k. A.    | 82             | 78 %     | 73         | 84 %      |
| Mario Party 10           | k. A.    | 62             | 65 %     | 66         | 7.5       |
| Mario Party DS           | 8.4      | 76             | 81 %     | 72         | 79 %      |
| Mario Party: Island Tour | 7        | 85             | 72 %     | 57         | 7.0       |